# Канадская конфедерация
Кана́дская конфедера́ция (англ. Canadian Confederation, фр. Confédération canadienne), или Конфедерация Канада — процесс, достигший высшей точки 1 июля 1867 года, при котором из провинций, колоний и территорий Британской Северной Америки был создан союз для образования нового федеративного государства — доминиона Британской империи Канада.
Все участники конференций, проходивших в 1860-х годах и приведших к образованию конфедерации, считаются отцами Конфедерации. Вместе с тем территориальное деление доминиона 1867 года существенно отличается от современной карты Канады. Политики, которые принимали участие в формировании границ и канадского федерализма после образования конфедерации (с конца XIX по начало XXI века), считаются её основателями.

## История

### Колониальные разделы
До 1867 Британская Северная Америка представляла собой шесть отдельных колоний: Новая Шотландия; Нью-Брансуик; Соединённая Канада, включавшая южные части Квебека и Онтарио; Ньюфаундленд; Остров Принца Эдуарда; Британская Колумбия. В начале Конфедерацию учредили лишь первые три колонии из вышеперечисленных, другие присоединились к ней позже, последним - Ньюфаундленд в 1949 году. Остальная территория современной Канады состоит из Земли Руперта и Северо-Западных территорий, принадлежавших Компании Гудзонова залива и уступленных Канаде в 1870, и из арктических островов под британской опекой.

### Конституционный акт 1867 годао Британской Северной Америке
Конфедерация образовалась 29 марта 1867, когда королева Виктория дала королевское согласие на Акт о Британской Северной Америке (АБСА). Этот акт, официально именуемый British North America Act, был составлен по внутриполитическим (министерская неустойчивость), внешнеполитическим (угроза вторжения американцев, сокращение военной поддержки Соединённого королевства) и экономическим соображениям (потребность в железной дороге после окончания действия международного договора о режиме взаимности). Он объединял Соединённую Канаду с колониями Нью-Брансуик и Новая Шотландия и вступил в силу 1 июля 1867. Акт отменил Союзный акт 1840 года, объединявший прежде Верхнюю и Нижнюю Канаду. Это главный конституционный документ Канады. Соединённая Канада была разделена на две обособленных провинции, ставшие Онтарио и Квебеком. 1 июля теперь торжественно отмечается как праздник Канады.
Хотя АБСА давал Канаде больше независимости, чем она имела раньше, он вовсе не предоставлял ей полной независимости от Соединённого королевства. Внешняя политика осталась в руках британцев, Судебный комитет Тайного совета остался высшим апелляционным судом Канады, а Конституция могла быть исправлена лишь в Соединённом королевстве. Постепенно Канада получила больше независимости, окончившейся Конституцией 1982 (Квебек не ратифицировал эту Конституцию). До этого всякая модификация АБСА была прерогативой вестминстерского Парламента. С этого времени канадская Конституция изменяется большинством Парламента Канады, поддерживаемого квалифицированным большинством (а иногда единодушием) законодательных органов провинций.
Отцы Конфедерации решили окрестить новую страну Доминионом Канада, отбросив среди прочих варианты Королевство и Конфедерация. Среди предложений было и название Доминион Бореалия («северный» по-латински) по аналогии с названием Австралии («южный» по-латински). В свете эволюции Канады выражение «конфедерация» чаще всего воспринимается как хитрость Джона А. Макдональда и других для побуждения французской Канады и приморских провинций участвовать в обсуждениях. Большинство колониальных руководителей, опасающихся оказаться под управлением населения центра Канады, не хотели иметь сильное центральное правительство. Макдональд не имел никакого намерения на самом делать из Канады конфедерацию и был готов скорее поддержать ряд колоний вне политического союза, чем ослабить правительство центра, которое он представлял. Таким образом, Канада стала федерацией, а не конфедерацией, как Швейцария. Между тем, впечатление, что новая конфедеративная Канада была договором между двумя народами-основателями, господствовало в политическом дискурсе в Квебеке в течение почти целого века.

### Путь к независимости
Во время гражданской войны в США произошло резкое обострение англо-американских отношений. Правительство Великобритании, стремясь воспользоваться междоусобицей, пыталось восстановить своё экономическое и политическое влияние в бывшей колонии. В свою очередь североамериканское правительство не могло потерпеть подобного дипломатического выпада и в её кругах началось бурное обсуждение плана вторжения в Канаду, дабы уменьшить британское влияние. В 1846 году правительство Великобритании постановило отменить налоговые преференции для колоний, вследствие этого канадская экономика начала терпеть убытки и перешла на товары американского производства. В 1854 году подписывается взаимный американо-канадский договор. По истечении его в 1866 году он так и не был возобновлён. При потере американского и британского рынков становилось необходимо найти для продолжения торговли и работы промышленности Канады новые рынки сбыта. Вышеперечисленные факторы заставили всерьёз рассмотреть идею конфедеративного устройства Канады.

### Отцы Конфедерации
Сначала Конфедерация была согласована в 1864 на Шарлоттаунской конференции в Шарлоттауне на Острове Принца Эдуарда (сам остров стал частью Конфедерацию лишь в 1873). Особые условия долго обсуждались позднее в 1864 на Квебекской конференции в Квебеке и во время последней конференции в Лондоне в 1866. Участники конференций известны как отцы Конфедерации.
| Провинция или территория | Деятели |
| ------------------------ | --- |
| Квебек                   | Сэр Жорж-Этьен Картье, Жан-Шарль Шапе, Сэр Александер Тиллох Галт, Сэр Эктор-Луи Ланжевен, Томас Дарси Макги, Сэр Этьен-Паскаль Таше                             |
| Манитоба                 | Уильям Макдугалл |
| Новая Шотландия          | Сэр Адамс Джордж Арчибальд, Роберт Бари Дикки, Уильям Александер Генри, Джонатан Маккалли, Джон Уильям Ритчи, Сэр Чарльз Таппер                                  |
| Нью-Брансуик             | Эдвард Бэррон Чэндлер, Чарльз Фишер, Джон Гамильтон Грей, Джон Мерсер Джонсон, Питер Митчелл, Уильям Генри Стивс, Сэр Сэмюел Леонард Тилли, Роберт Дункан Уилмот |
| Ньюфаундленд             | Сэр Фредерик Баукер Террингтон Картер, Сэр Эмброуз Шиа |
| Онтарио                  | Джордж Браун, Сэр Александер Кэмпбелл, Джеймс Кокберн, Уильям Пирс Хауленд, Сэр Джон Aлександер Макдональд, Сэр Оливер Моуат                                     |
| Остров Принца Эдуарда    | Джордж Коулс, Джон Гамильтон Грей, Томас Хис Хэвиленд, Эндрю Арчибальд Макдональд, Эдвард Палмер, Уильям Генри Поуп, Эдвард Уэлан                                |

### Другие участники
Гарри Бернард, бывший секретарём Шарлоттаунской конференции, также считался некоторыми отцом Конфедерации. «Позднейшие отцы», включившие в Конфедерацию другие провинции после 1867 (например, Джоуи Смоллвуд) обычно не считаются «отцами Конфедерации». Вместо этого их иногда упоминают как «основателей».
| Участник                      | Провинция             | Шарлоттаун | Квебек | Лондон |
| ----------------------------- | --------------------- | ---------- | ------ | ------ |
| Сэр Адамс Джордж Арчибальд    | Новая Шотландия       | да         | да     | да     |
| Джордж Браун                  | Онтарио               | да         | да     | нет    |
| Сэр Александр Кэмпбелл        | Онтарио               | да         | да     | нет    |
| Сэр Фредерик Баукер Т. Картер | Ньюфаундленд          | нет        | да     | нет    |
| Сэр Жорж-Этьен Картье         | Квебек                | да         | да     | да     |
| Эдвард Бэррон Чэндлер         | Нью-Брансуик          | да         | да     | нет    |
| Жан-Шарль Шапе                | Новая Шотландия       | нет        | да     | нет    |
| Джеймс Кокберн                | Онтарио               | нет        | да     | нет    |
| Джордж Коулс                  | Остров Принца Эдуарда | да         | да     | нет    |
| Роберт Б. Дикки               | Новая Шотландия       | да         | да     | нет    |
| Чарльз Фишер                  | Нью-Брансуик          | нет        | да     | да     |
| Сэр Александер Тиллох Галт    | Квебек                | да         | да     | да     |
| Джон Гамильтон Грей           | Остров Принца Эдуарда | да         | да     | нет    |
| Джон Гамильтон Грей           | Нью-Брансуик          | да         | да     | нет    |
| Томас Хис Хэвиленд            | Остров Принца Эдуарда | нет        | да     | нет    |
| Уильям Александер Генри       | Новая Шотландия       | да         | да     | да     |
| Сэр Уильям Пирс Хауленд       | Онтарио               | да         | да     | да     |
| Джон Мерсер Джонсон           | Нью-Брансуик          | да         | да     | нет    |
| Сэр Эктор-Луи Ланжевен        | Квебек                | да         | да     | да     |
| Эндрю Арчибальд Макдональд    | Остров Принца Эдуарда | да         | да     | нет    |
| Сэр Джон A. Макдональд        | Онтарио               | да         | да     | да     |
| Джонатан Маккалли             | Новая Шотландия       | да         | да     | да     |
| Уильям Макдугалл              | Онтарио               | да         | да     | да     |
| Томас Дарси Макги             | Квебек                | да         | да     | нет    |
| Питер Митчелл                 | Нью-Брансуик          | нет        | да     | да     |
| Сэр Оливер Моуат              | Онтарио               | нет        | да     | нет    |
| Эдвард Палмер                 | Остров Принца Эдуарда | да         | да     | нет    |
| Уильям Генри Поуп             | Остров Принца Эдуарда | да         | да     | нет    |
| Джон Уильям Ритчи             | Новая Шотландия       | нет        | нет    | да     |
| Сэр Эмброуз Шиа               | Ньюфаундленд          | нет        | да     | нет    |
| Уильям Г. Стивс               | Нью-Брансуик          | да         | да     | нет    |
| Сэр Этьен-Паскаль Таше        | Квебек                | нет        | да     | нет    |
| Сэр Сэмюел Леонард Тилли      | Нью-Брансуик          | да         | да     | да     |
| Сэр Чарльз Таппер             | Новая Шотландия       | да         | да     | да     |
| Эдвард Уэлан                  | Остров Принца Эдуарда | нет        | да     | нет    |
| Роберт Дункан Уилмот          | Нью-Брансуик          | нет        | нет    | да     |

### Порядок присоединения провинций
Канадская федерация первоначально насчитывала четыре провинции. С течением времени были созданы или присоединены к Конфедерации несколько других провинций и территорий. Даты присоединения в хронологическом порядке представлены ниже:
| Провинция или территория | Провинция или территория   | Присоединение или создание |
| Провинции                | Провинции                  | Провинции                  |
| ------------------------ | -------------------------- | -------------------------- |
|                          | Онтарио                    | 1867                       |
|                          | Квебек                     | 1867                       |
|                          | Нью-Брансуик               | 1867                       |
|                          | Новая Шотландия            | 1867                       |
|                          | Манитоба                   | 1870                       |
|                          | Британская Колумбия        | 1871                       |
|                          | Остров Принца Эдуарда      | 1873                       |
|                          | Альберта                   | 1905                       |
|                          | Саскачеван                 | 1905                       |
|                          | Ньюфаундленд и Лабрадор    | 1949                       |
| Территории               |                            |                            |
|                          | Северо-Западные территории | 1870                       |
|                          | Юкон                       | 1898                       |
|                          | Нунавут                    | 1999                       |

## Противодействие и общественные обсуждения
Противодействие конфедерации началось вслед за Шарлоттаунской конференцией и постоянно возрастало после Квебекской конференции; этому поспособствовал в том числе и манифест Антуан-Эме Дориона. Это было начало разделения франкоканадцев на два лагеря: федералистов и антифедералистов. Последние относились ранее к различным мятежным группировкам: консерваторам, порвавшим со своей партией, и либерал-демократам — и заявляли об угрозе, которую представляет собой конфедерация.
Это противодействие напугало Джона А. Макдональда, который, вначале пообещав провести плебисцит по вопросу о конфедерации, решил отложить это мероприятие. В письме Леонарду Тилли от 8 октября 1866 он, впрочем, заявил, что если бы он созвал Палаты, то началось бы обсуждение, и они поддержали бы решение Квебека, и поражение Макдональда на голосовании было бы неизбежно. Он добавил, что если допустить дальнейшее обсуждение, то вся Нижняя Канада мобилизуется и это будет концом конституции. Таким образом, конституция была дарована народу безо всякого народного голосования.